# Stadion Swedbank
Swedbank Stadion (poznat i kao Stadion) je nogometni stadion švedskog kluba Malmö FF iz istoimenog grada. Kada se klub domaćin natječe u europskim natjecanjima, stadion se zbog sponzorskih razloga predstavlja kao Malmö New Stadium.
Kapacitet stadiona iznosi 24.000 mjesta od čega je 18.000 sjedećih i 6.000 stajaćih. Za potrebe međunarodnih utakmica kapacitet stadiona se mijenja u 21.000 mjesto od čega su sva sjedeća. Zbog toga je stadion drugi najveći u Švedskoj, nakon stadiona Råsunda kojem je domaćin AIK Stockholm. Sam stadion je otvoren 2009. godine te je zamijenio postojeći Malmö Stadion. Njegova izgradnja je stajala 695 milijuna SEK a UEFA ga je prema svojoj kategorizaciji svrstala u "kategoriju-4".

## Povijest
Krajem 1990-ih odbor kluba Malmö FF je donio rješenje o izgradnji novog stadiona čime bi se klub preselio s postojećeg Malmö Stadiona koji je izgrađen 1958. godine te koji je počeo propadati. Također, postojeći stadion bio je prevelik dok je posjećenost gledatelja u domaćem prvenstvu počela padati.
1995. godine je predsjednik kluba Bengt Madsen sastavio projektnu grupu s kojom je počeo prikupljati novac za obnovu starog stadiona Malmö IP na kojem je klub igrao u razdoblju od 1910. do 1957. a koji je bio manji od postojećeg. Obnova Malmö IP je dovršena u kolovozu 1999. godine a sam klub Malmö FF je na njemu igrao sve domaće prvenstvene utakmice do sezone 2001. kada se klub vratio natrag na Malmö Stadion. Neki od razloga povratka bili su što obnova starog stadiona nije ispunila očekivanja a mali kapacitet od 7.600 mjesta se pokazao kao sigurnosni problem.
Planovi za izgradnju novog stadiona krenuli su 2001. godine ali oni su se uzeli u obzir tek 2004. kada je Malmö FF osvojio švedsko prvenstvo. Poglavarstvo grada Malmöa je 25. travnja 2005. razmatralo rješenja o obnovi Malmö Stadiona ili izgradnji novog stadiona na tom području. Nakon četiri dana, poglavarstvo je razmatralo pet različitih rješenja a 3. prosinca iste godine je donesena odluka prema kojoj će se graditi novi stadion koji će biti smješten južno od Malmö Stadiona te će biti namijenjen samo odigravanju nogometnih utakmica. Njegov kapacitet bit će između 20 i 25 tisuća mjesta a grad je odlučio uložiti 399 milijuna SEK iz svojeg proračuna. Za stari stadion je odlučeno da će se obnoviti te će služiti atletskim susretima. Za njegovu obnovu poglavarstvo je odlučilo dati 50 milijuna SEK.
Izgradnja novog stadiona je započela 23. travnja 2007. Proračun za njegovu izgradnju je premašen s prvotnih 399 milijuna na 696 milijuna SEK. Razlog u tome leži i u izgradnji nekoliko objekata u sklopu stadiona koji nisu u početku bili u planu.
12. srpnja 2007. Malmö FF je najavio da će prava na ime svog stadiona prodati švedskoj banci Swedbank na rok od deset godina. Od ostalih tvrtki koje su konkurirale za kupnju tog prava bili su građevinska tvrtka Peab, danska pivovara Carlsberg, novine Sydsvenska Dagbladet te njemačka energetska korporacija E.ON.
Izgradnja stadiona je dovršena u jesen 2009., međutim svečana utakmica otvaranja stadiona je odigrana ranije, 13. travnja 2009. protiv Örgryte IS u kojoj je domaćin slavio s 3:0.
Cijela građevina je visoka 27 metara, široka 150 a duga 215 metara.

## Struktura stadiona
Stadion u svojem sklopu ima suvenirnicu i sportski bar kapaciteta 250 gostiju. U hodniku dvorane se nalazi 24 automata s laganim jelima i pićima a ostali sadržaji uključuju 330 WC-a za muškarce, 120 WC-a za žene i šest WC-a za invalide.

## Zanimljivosti
Na Swedbank Stadionu su se igrale tri utakmice grupne faze te samo finale europskog U21 prvenstva u nogometu 2009. godine. Prva seniorska reprezentativna utakmica je odigrana 7. rujna 2010. između Švedske i San Marina u sklopu kvalifikacija za EURO 2012.
Stadion je i domaćin švedskom nogometnom Superkupu 2011. jer je Malmö FF prethodne sezone osvojio nacionalno prvenstvo.
Prvi koncert na stadionu je održan 16. travnja 2011. s domaćom grupom Hoffmaestro & Chraa.

### Značajnije utakmice na Swedbank Stadionu
| 16. lipnja 2009.    |     |                 |                         |
| Švedska U21         | 5:1 | Bjelorusija U21 | Swedbank Stadion, Malmö |
| 19. lipnja 2009.    |     |                 |                         |
| Bjelorusija U21     | 0:0 | Srbija U21      | Swedbank Stadion, Malmö |
| 23. lipnja 2009.    |     |                 |                         |
| Srbija U21          | 1:3 | Švedska U21     | Swedbank Stadion, Malmö |
| 29. lipnja 2009.    |     |                 |                         |
| Njemačka U21        | 4:0 | Engleska U21    | Swedbank Stadion, Malmö |
| 7. rujna 2010.      |     |                 |                         |
| Švedska             | 6:0 | San Marino      | Swedbank Stadion, Malmö |
| 11. rujna 2012.     |     |                 |                         |
| Švedska             | 2:0 | Kazahstan       | Swedbank Stadion, Malmö |
| 11. listopada 2012. |     |                 |                         |
| Brazil              | 6:0 | Irak            | Swedbank Stadion, Malmö |

## Rekordi
Stadion je rekord najveće posjećenosti ostvario 7. studenoga 2010. u prvenstvenoj utakmici protiv Mjällby AIF koju je Malmö FF dobio s 2:0. Tada je na stadionu bilo 24.148 navijača. Te sezone klub je osvojio prvenstvo. Rekord najveće posjećenosti pri odigravanju međunarodnih utakmica (kada sva mjesta moraju biti sjedeća) ostvaren je 7. rujna 2010. godine kada je Švedska pobijedila San Marino sa 6:0 u sklopu kvalifikacija za EURO 2012. Tada je na stadionu bilo 21.083 posjetitelja.
Prosječna posjećenost gledatelja u sezoni 2010. bila je 15.194 gledatelja što je ujedno bila i najbolja posjećenost u cijeloj švedskoj ligi te sezone.

## Prijevoz do stadiona
Swedbank Stadion se nalazi u Malmöu na adresi Eric Perssons väg 31 a do njega se može doći autobusnom linijom 3 kao i linijama 5, 6 i 34 koje završavaju u blizini stadiona. Lokalni autobusni prijevoznik Transit Authority Skånetrafiken organizira na dan utakmice odlazak na stadion autobusnom linijom 84. Budući da se stadion nalazi u središtu grada, ograničen je broj parkirališnih mjesta a gledateljima se savjetuju da koriste javni prijevoz.
Parkirna garaža ima 440 parkirnih mjesta te je izgrađena za potrebe stadiona a otvorena je u rujnu 2009. godine. Garaža se nalazi 100 metara od stadiona. Tu su i druga parkirna mjesta u široj blizini.
Sam stadion se nalazi u neposrednoj blizini podzemne željeznice Triangeln koja je otvorena u prosincu 2010. godine u sklopu gradskih tunela. Budući da podzemna non-stop povezuje mnoge dijelove švedske pokrajine Öresund, omogućuje dolazak navijača sa šire okolice.

## Nagrada
Stadion je 2009. godine osvojio Stålbyggnadspriset, nagradu za inovativnu primjenu čelika u konstrukcijama koju dodjeljuje Stålbyggnadsinstitutet.